# USS Atlanta (CL-51)
USS Atlanta (CL-51) var en amerikansk lätt kryssare av Atlanta-klass, tagen i tjänst strax efter USA:s inträde i andra världskriget. Hon var det tredje fartyget som fick sitt namn efter staden Atlanta i Georgia. Atlanta var konstruerad för att ge luftvärnsskydd åt amerikanska flottstyrkor och tjänstgjorde i denna kapacitet i slagen vid Midway och Eastern Solomons. Atlanta skadades svårt av japansk och allierad eldgivning i en nattlig ytstrid den 13 november 1942 under sjöslaget vid Guadalcanal. Kryssaren sänktes på sin kaptens order på eftermiddagen samma dag.
Atlanta betecknas i vissa verk CLAA-51 på grund av sin primära bestyckning som en luftvärnskryssare. Därför betecknas alla fartyg i Atlanta-klassen ibland som CLAA.
Fartygen i Atlanta-klassen var lätt bepansrade, vilket gjorde dem till dåliga ytstridsfartyg jämfört med en typisk lätt kryssare. När det gäller bestyckning var Atlanta-klassen närmare en jagare, beväpnad med 12,7 cm kanoner, än en lätt kryssare, som i allmänhet var utrustad med 15,2 cm kanoner; men med en längd på drygt 152 meter och i kombination med sitt stora batteri av sexton 12,7 cm kanoner (reducerat till tolv i antal för senare fartyg i klassen), betecknades de som lätta kryssare. Atlanta-klassens ovanliga egenskaper är ett resultat av att klassen ursprungligen var avsedd att vara en flottiljledare för jagare. En flottiljledare är större än sina motsvarigheter för att rymma ledningspersonal och resurser samt andra verktyg för att stödja de jagare som de skulle leda. I linje med denna avsedda roll fick fartyget ett antal torpeder och relativt tunt pansar jämfört med andra fartyg i samma storlek. Senare resulterade fartygets dimensioner och tonnage i en ändring av beteckningen för Atlanta-klassen till en lätt kryssare. Förmågan att fungera som en flottiljledare behölls dock.

## Konstrukion
Det första fartyget i den nya Atlanta-klassen byggdes den 22 april 1940 i Kearny, New Jersey, av Federal Shipbuilding and Drydock Co, sjösattes den 6 september 1941 och togs i bruk vid New York Navy Yard den 24 december 1941, med kapten Samuel P. Jenkins som befälhavare.

## Tjänstgöring
Efter färdigställandet genomförde Atlanta sjötester fram till den 13 mars 1942, först i Chesapeake Bay och sedan i Casco Bay i Maine, varefter hon återvände till New York Navy Yard för reparationer och ombyggnader. Den nya kryssaren bedömdes vara "redo för utlandstjänst" den 31 mars och lämnade New York för Panamakanalen den 5 april. Hon nådde Cristobal den 8 april. Efter att ha passerat kanalen lämnade Atlanta Balboa den 12 april med order om att rekognoscera Clippertonön, en liten karg, obebodd atoll cirka 1 080 km sydväst om Acapulco i Mexiko, under sin resa till Hawaiiöarna, efter tecken på fientlig aktivitet. Hon fann inga tecken och nådde slutligen Pearl Harbor den 23 april.

### Slaget vid Midway

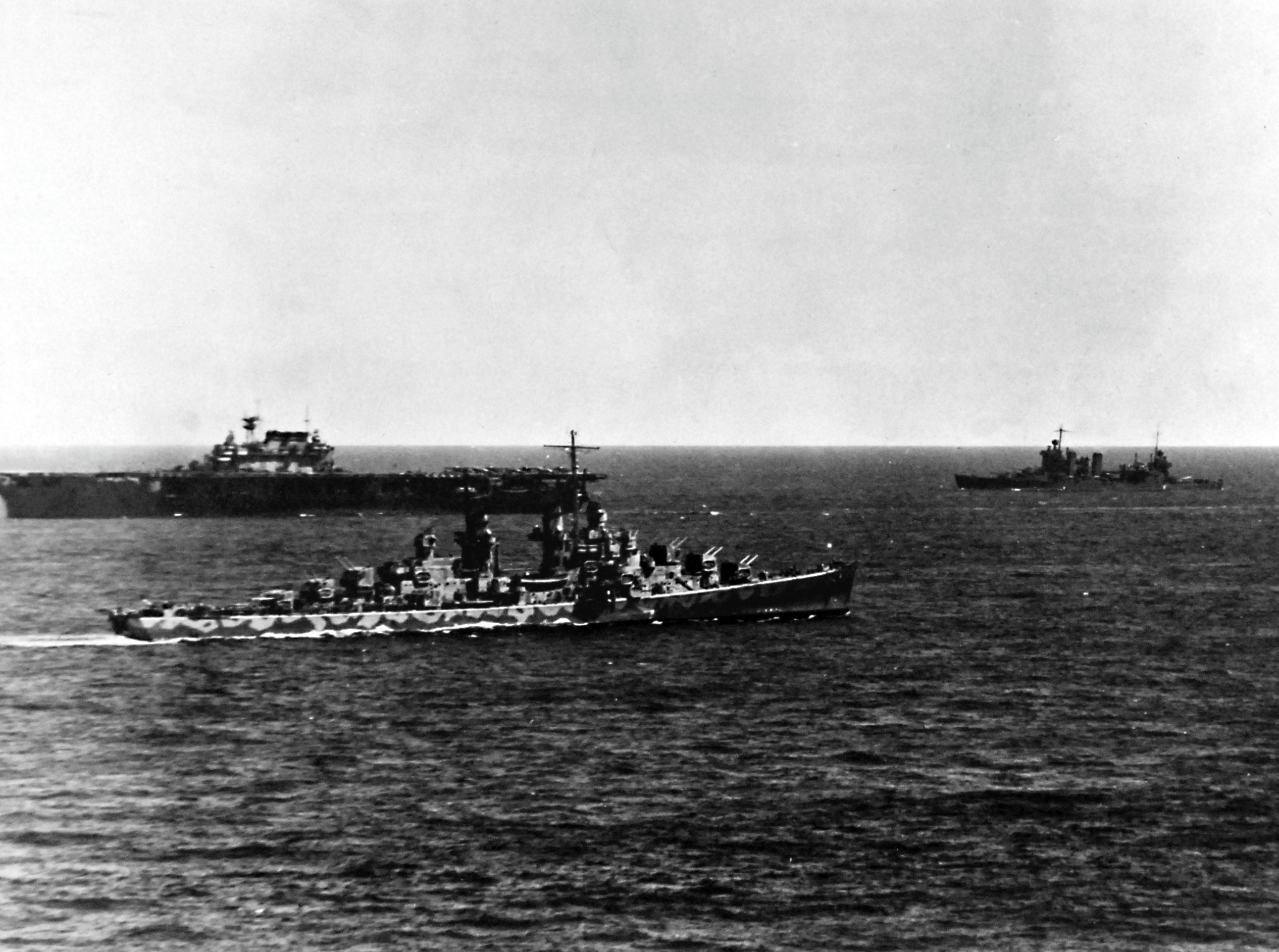
Atlanta med och den 6 juni 1942.

Atlanta avslutade sin korta vistelse i Hawaiis vatten med en luftvärnsövning utanför Oahu den 3 maj och seglade tillsammans med jagaren USS McCall den 10 maj som eskort för transportfartygen USS Rainier och USS Kaskaskia på väg till Nouméa, Nya Kaledonien. Den 16 maj anslöt hon sig till viceamiral William F. Halseys Task Force 16 (TF 16), som bestod av hangarfartygen Enterprise och Hornet, när den seglade tillbaka till Pearl Harbor efter att ha kallats tillbaka till Hawaiis vatten som svar på en överhängande japansk framryckning i riktning mot Midwayöarna. TF 16 anlände den 26 maj.
Atlanta seglade återigen med TF 16 på morgonen den 28 maj. Under de följande dagarna skyddade hon hangarfartygen när de opererade nordost om Midway i väntan på fiendens ankomst. När japanska fartyg rapporterades i sydväst på morgonen den 4 juni gjorde Atlanta sig redo för strid samtidigt som hon skyddade Hornet. Eskadrar från de amerikanska hangarfartygen sökte upp japanerna och under dagen tillfogade plan från Yorktown och Enterprise svår skada på fyra oersättliga fientliga hangarfartyg. Japanska plan träffade två gånger TF 17, som fick ta den största smällen av fiendens attacker. Under de dagar som följde på slaget vid Midway låg Atlanta kvar i TF 16:s skärm fram till den 11 juni, då styrkan fick order om att återvända till Pearl Harbor.
Atlanta nådde sin destination den 13 juni och efter korta perioder av luftvärnsövningar den 21 och 25-26 juni stannade hon kvar i hamnen, tog in förråd och proviant och stod i 24-timmars och sedan 48-timmars beredskap in i juli 1942. Kryssaren torrdockades den 1-2 juli så att botten kunde skrapas, rengöras och målas och avslutade sin tillgänglighet den 6 juli och återupptog sedan ett hektiskt schema med skjutövningar med drönarmål och landbeskjutning i det runt Hawai.
Den 15 juli 1942 seglade Atlanta, återigen i TF 16, mot Tongatapu. Den 24 juli ankrade Atlanta vid Nukuʻalofa, Tonga, där hon överförde bränsle till jagaren Maury och fortsatte senare samma dag och tog sig förbi TF 16. Den 29 juli, när alla förberedelser fortsatte för invasionen av Guadalcanal, tilldelades Atlanta TF 61.
Atlanta följde hangarfartygen när de inledde luftangrepp för att stödja de första landstigningarna den 7-8 augusti och stannade där tills hangarfartygsstyrkorna drog sig tillbaka den 9 augusti. Under de följande dagarna var hon kvar till havs och fyllde på vid behov medan styrkan opererade nära Salomonöarna.

### Slaget vid Östra Salomonöarna
Medan amerikanerna konsoliderade sina ställningar på Guadalcanal fick det kritiska behovet av förstärkningar den japanske amiralen Isoroku Yamamoto att skicka den Kombinerade flottan söderut för att skydda en stor truppkonvoj. Amerikanska spaningsplan upptäckte de japanska styrkorna på morgonen den 23 augusti. Med fienden rapporterad åt nordväst skickade Enterprise och Saratoga ut spanings- och attackplan, men de lyckades inte få stridskontakt på grund av försämrat väder och det faktum att japanerna, som visste att de hade blivit upptäckta, ändrade kurs.
Under hela dagen den 24 augusti tog Atlanta emot rapporter om fientlig kontakt och skyddade Enterprise när hon skickade iväg en anfallsgrupp för att attackera de japanska hangarfartygen. Klockan 1530 ökade kryssaren hastigheten till 20 knop (37 km/h) medan TF 16 befann sig ungefär nordnordväst "för att närma sig [den] rapporterade fientliga hangarfartygsgruppen". Klockan 1637, när oidentifierade plan närmade sig, ökade Atlanta hastigheten till 25 knop (46 km/h). Enterprise skickade iväg en anfallsgrupp kort därefter.
Under tiden fick de inkommande fientliga bombplanen och jaktplanen från Shōkaku och Zuikaku styrkan att öka farten till 27 knop (50 km/h), kort efter att Enterprise avslutat starten av sina egna flygplan, kom den japanska räden, som av kapten Jenkins uppskattades bestå av minst 18 Aichi D3A1 "Val" störtbombplan, in från nordnordväst klockan 1710. Under de kommande 11 minuterna bidrog Atlantas 12,7 cm, 28 mm och 20 mm batterier till spärreld över Enterprise, medan den lätta kryssaren anpassade sig till varje rörelse från Enterprise när hon manövrerade våldsamt för att undvika dykbombarna.
Trots den kraftiga luftvärnselden träffades Enterprise en gång och fick en del splitterskador från uppskattningsvis fem nära träffar. Kapten Jenkins rapporterade senare att hans fartyg kan ha skjutit ner fem av angriparna. Atlanta skadades inte i striden.
Atlanta överfördes till TF 11 följande dag och opererade med denna styrka, som den 30 augusti ombetecknats TF 61, under de kommande dagarna. När I-26 torpederade Saratoga den 31 augusti skyddade den lätta kryssaren det drabbade flaggskeppet medan Minneapolis riggade en bogserlina och började ta henne ur fara. Styrkan gick slutligen in i Tongatapu den 6 september, där Atlanta provianterade, tankade från New Orleans och utförde underhåll.
Den lätta kryssaren gav sig iväg den 13 september och eskorterade transportfartygen Lassen och Hammondsport den 15 september. Efter att ha eskorterat de till sin destination i Dumbea Bay, Nouméa, den 19 september, bunkrade Atlanta, tog emot förnödenheter och ammunition och seglade den 21 september som en del av Task Group 66.4 (TG 66.4). Den lätta kryssaren blev en del av TF 17 den 23 september och avskildes följande dag för att fortsätta tillsammans med Washington, Walke och Benham till Tongatapu, dit hon anlände den 26 september.
Atlanta seglade iväg med samma fartyg den 7 oktober och eskorterade kort Guadalcanal-bundna transportfartyg från den 11 till den 14 oktober, innan de seglade in till Espiritu Santo för bunkring på eftermiddagen den 15 oktober. Fartyget tilldelades då konteramiral Willis A. Lees TF 64 och seglade efter mörkrets inbrott samma dag för att skydda de pågående ansträngningarna att säkra Guadalcanal. Atlanta återvände kort till Espiritu Santo för bränsle och proviant och lämnade Segond Channel på eftermiddagen den 23 oktober.
Två dagar senare, när den japanska arméns offensiv hade misslyckats med att driva ut amerikanerna från Guadalcanal, skickade amiral Yamamoto den Kombinerade flottan söderut i ett försök att utplåna de amerikanska sjöstridskrafterna som stödde marinkårssoldaterna. Atlanta ingick i TF 64 tillsammans med Washington, San Francisco, Helena och två jagare när de stridande styrkorna deltog i slaget om Santa Cruzöarna den 26 oktober. Den dagen patrullerade Atlanta akter om tankningsgruppen som stödde de två amerikanska hangarfartygsstyrkorna. Den 27 oktober, när ubåten I-15 anföll TF 64, manövrerade styrkan i hög fart för att ta sig ifrån området.
På morgonen den 28 oktober tog Atlanta ombord konteramiral Norman Scott från San Francisco och blev flaggskepp för den nyligen utsedda TG 64.2. Efter att ha bunkrat från Washington satte Atlanta, eskorterad av fyra jagare, kurs mot nordväst för att beskjuta japanska ställningar på Guadalcanal. Atlanta nådde vattnen utanför Lunga Point på morgonen den 30 oktober och embarkerade marina sambandsofficerare kl. 0550 och seglade sedan västerut och inledde sin beskjutning av Point Cruz kl. 0629 medan jagarna bildade en kolonn akterut. TG 64.2 besvarade inte elden och slutförde sitt uppdrag och återvände till Lunga Point, där Atlanta landsatte sambandsofficerarna. Hon fortsatte sedan, tillsammans med sin skärm, till Espiritu Santo, dit hon anlände på eftermiddagen den 31 oktober.

### Sjöslaget vid Guadalcanal

#### Konvojeskort

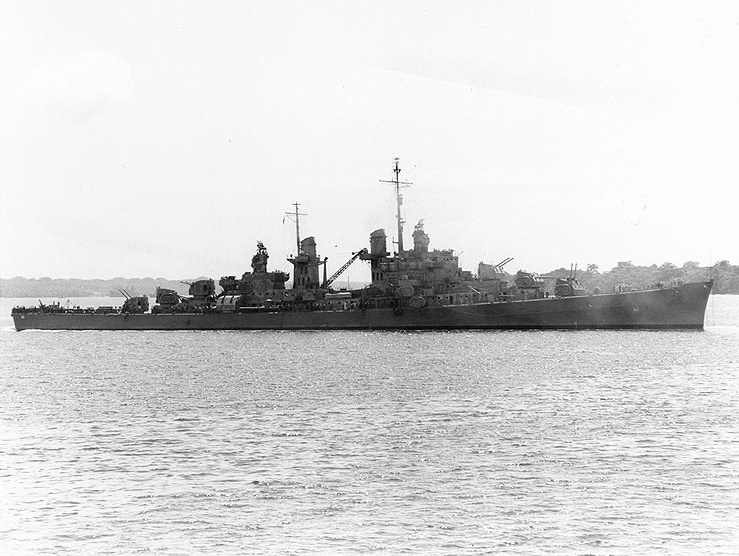
Atlanta den 25 oktober 1942.

Atlanta fungerade som amiral Scotts flaggskepp när den lätta kryssaren, åtföljd av fyra jagare, eskorterade transportfartygen Zeilin, Libra och Betelgeuse till Guadalcanal. Kryssaren och jagarna fortsatte att skydda dessa fartyg, betecknade TG 62.4, när de låg utanför Lunga Point den 12 november och lastade av förnödenheter och landsatte trupper.
Klockan 0905 fick gruppen en rapport om att nio bombplan och 12 jaktplan närmade sig från nordväst och skulle nå dem omkring 0930. Vid 0920 ledde Atlanta de tre transportfartygen norrut i kolonn, med jagarna placerade i en cirkel runt dem. 15 minuter senare dök nio "Vals" från Hiyō upp ur molnen över Henderson Field, den amerikanska landningsbanan på Guadalcanal. De amerikanska fartygen öppnade eld strax efteråt och sköt ner "flera" plan. Lyckligtvis fick inget av de primära målen för attacken, Zeilin, Libra och Betelgeuse, mer än mindre skador från flera nära träffar, även om Zeilin tog in en del vatten. De tre transportfartygen återvände till farvattnen utanför Lunga Point så snart attacken avslutats och återupptog arbetet med last och landstigning av trupper.
Lite mer än en timme senare, kl. 1050, fick Atlanta meddelande om ytterligare en inkommande japansk flygräd. 15 minuter senare ledde Atlanta de tre transportfartygen norrut med jagarna i en cirkel. 27 Mitsubishi G4M "Bettys" från Rabaul, siktades i riktning väst mot norr och närmade sig från Cape Esperance i en mycket lös "V"-formation. Trots att jagarna öppnade eld visade sig planen vara utom räckhåll och fartygen stoppade eldgivningen. De japanska flygplanen å sin sida ignorerade fartygen och fortsatte att bomba Henderson Field. Efter att planen försvunnit återupptog TG 62.4 lossningen utanför Lunga Point.
Den 12 november var Atlanta fortfarande utanför Lunga Point och övervakade lossningen, som en del av TF 67 under konteramiral Daniel J. Callaghan ombord San Francisco. Omkring kl. 13.10 fick Atlanta en varning om att 25 fiendeplan var på väg mot Guadalcanal och skulle anlända inom 50 minuter. Den lätta kryssaren skickade ut ett stridslarm till besättningen kl. 13.18 och fick signalen "förbered för att avvärja luftangrepp...."
Inom sex minuter bildade Atlanta och de andra stridande i stödgruppen en skärm runt transportgruppen (TG 67.1), och de två grupperna ångade norrut tillsammans i 15 knop (28 km/h). Omkring 1410 siktade amerikanerna den inkommande räden, bestående av vad som verkade vara 25 tvåmotoriga bombplan ("Bettys") som delade upp sig i två grupper efter att ha passerat Florida Island och kom in på höjder som varierade mellan 8 och 15 meter. Juneau öppnade eld klockan 1412. Atlanta gjorde detsamma en minut senare och riktade sina kanoner mot flygplan som var på väg mot luckan i skärmen mellan San Francisco och Buchanan. Atlanta påstod sig ha skjutit ner två "Bettys", precis efter att de släppt sina torpeder, omkring 1415, bara tre minuter innan anfallet avslutades. När det sista japanska planet hade skjutits ner återupptogs arbetet med att lossa transporterna och lastfartygen. En "Betty", svårt skadad av luftvärnseld, kraschade in i San Franciscos akteröverbyggnad och orsakade den enda skadan på styrkan.

#### Nattattacken
Det abrupta slutet på flygattacken gav dock Atlanta och de andra fartygen bara en kort andningspaus, för problem närmade sig från ännu ett håll. En japansk ytstyrka, bestående av två slagskepp, en kryssare och sex jagare, upptäcktes segla söderut mot Guadalcanal för att beskjuta Henderson Field. Amiral Callaghans stödgrupp skulle "täcka [de retirerande transporterna och lastfartygen] mot fientlig attack". TG 67.4 lämnade Lunga Point omkring kl. 1800 och seglade österut genom Sealark Channel för att skydda TG 67.1:s tillbakadragande. En timme före midnatt vände Callaghans fartyg och satte kurs västerut.
USS Helenas radar fick den första kontakten på ett avstånd av 13 nautiska mil. När avståndet minskade fick Atlantas ytspaningsradar, följt av hennes eldledningsradar, en kontakt med de fientliga fartygen.
Amiral Callaghans order om en kursändring orsakade problem nästan omedelbart, eftersom Atlanta var tvungen att svänga åt babord omedelbart för att undvika en kollision med en av de fyra jagarna. När Atlanta började röra sig för att återta sin position framför San Francisco, belyste den japanska jagaren Akatsuki den lätta kryssaren. Atlanta manövrerade sitt huvudbatteri för att skjuta mot fiendens jagare, öppnade eld på ett avstånd av cirka 1 463 meter och, tillsammans med andra amerikanska fartyg som koncentrerade sig på Akatsukis strålkastare, överväldigade de jagaren.
När två andra japanska jagare korsade linjen bekämpade Atlanta båda med sina främre 12,7 cm eldställningar, medan de akterliga kanonerna fortsatte att skjuta mot det upplysta fartyget. Ytterligare en oidentifierad angripare öppnade också eld mot den lätta kryssaren från nordost. Vid ungefär samma tidpunkt plöjde minst en torped in i Atlantas främre maskinrum från babordssidan, nästan säkert avfyrad av antingen Inazuma eller Ikazuchi. Atlanta förlorade allt utom nödgeneratorerna, drabbades av avbrott i sin eldgivning och var tvungen att flytta styrkontrollen till styrmaskinrummet akterut. Under tiden drev Akatsuki ut ur striden och sjönk snart med stora förluster av människoliv.
Strax efter torpederingen träffades Atlanta av uppskattningsvis nitton 20,3 cm granater när San Francisco, "i stridens hetta, mörkret och den förvirrade blandningen av vän och fiende", besköt henne. Även om nästan alla granater passerade genom fartygets tunna pansar utan att detonera  dödade fragmenten från deras nedslag många män, inklusive amiral Scott och medlemmar av hans stab. Atlanta förberedde sig för att besvara elden mot sin nya angripare, men San Franciscos egna kanonblixtar avslöjade en tydligt "icke-japansk skrovprofil" som resulterade i att motangreppet avbröts. San Franciscos granater, som passerade högt genom Atlantas överbyggnad, kan ha varit avsedda för ett japanskt mål längre bort från henne ur San Franciscos perspektiv.
När 20,3 cm eldgivningen hade upphört skapade Atlantas kapten Jenkins en överblick över situationen, och med endast en mindre fotskada tog han sig akterut till Battle II. Hans fartyg var illa tilltygat, i stort sett kraftlöst, med slagsida åt babord och en tredjedel av besättningen var död eller saknades. Medan slaget fortsatte började den lätta kryssarens män att rensa bort vrakdelar, minska volymen havsvatten i fartyget och hjälpa de många sårade.

#### Sänkning
Dagsljuset avslöjade att det i närheten fanns tre brinnande amerikanska jagare, Portland som var ur stridbart skick och den övergivna Yūdachi, som Portland snabbt sköt med tre salvor. Atlanta, som drev mot den fiendekontrollerade kusten öster om Cape Esperance, släppte styrbordsankaret och kaptenen skickade ett meddelande till Portland där han förklarade fartygets tillstånd. Båtar från Guadalcanal kom ut för att ta hand om de svårast skadade. Vid förmiddagens mitt hade alla dessa tagits av fartyget.
USS Bobolink anlände kl. 09.30 den 13 november, tog Atlanta på släp, vilket försvårades av kryssarens fortfarande sänkta ankare, och satte kurs mot Lunga Point. Under resan närmade sig ett "Betty"-bombflygplan anläggningen, och en av de två överlevande 12,7 cm kanonerna - som drevs av en dieselgenerator - sköt och drev bort den. Det andra manuellt roterade kanonen kunde inte riktas mot målet i tid.
Atlanta nådde Kukum omkring kl. 14.00, då kapten Jenkins konfererade med sina kvarvarande officerare. Jenkins, som senare tilldelades Navy Cross för sitt hjältemod under striden, skrev senare: "Det var nu uppenbart att försöken att rädda fartyget var lönlösa och att vattnet ökade stadigt." Även om det hade funnits bärgningsmöjligheter skulle det ha varit svårt att rädda fartyget på grund av de svåra skador det hade fått. Jenkins fick tillstånd av befälhavaren för styrkorna i södra Stilla havet att agera efter eget gottfinnande när det gällde att förstöra fartyget och beordrade att Atlanta skulle överges och sänkas med en demoleringsladdning.
Därför gick alla kvarvarande män utom kaptenen och en demoleringsgrupp ombord på Higgins-båtar som skickats ut från Guadalcanal för ändamålet. Efter att laddningen hade placerats ut och exploderat lämnade de sista männen det förstörda fartyget. Till slut, klockan 20:15 den 13 november 1942, sjönk Atlanta 5 km väster om Lunga Point på cirka 120 meters djup. 170 ur hennes besättning dödades och 103 skadades.